# Савалас, Телли
Аристотелис «Телли» Савалас (англ. Aristotelis «Telly» Savalas; 21 января 1922 — 22 января 1994) — американский актёр и певец, наиболее известен благодаря главной роли в детективном телесериале 1970-х годов «Коджак». Был членом Американо-греческого прогрессивного просветительского союза. Лауреат Почётной медали острова Эллис (1990).

## Биография
Аристотелис Савалас родился в 1922 году в семье греческих иммигрантов — Ника Цаваласа, владельца ресторана греческой кухни, и Кристины Капсалис, художницы-уроженки Спарты. Приходился старшим братом актёру Джорджу Саваласу, который также снимался в сериале «Коджак». По окончании школы он поступил в Колумбийский университет, где изучал психологию. Однако во время Второй мировой войны он оставил учёбу и поступил на службу в армию (1943—1946), где впоследствии был награждён медалью Пурпурного сердца.
В начале 1950-х Савалас работал на радио ABC, а также вёл собственное ток-шоу Telly’s Coffee House. Он стал легкоузнаваемой персоной благодаря своей лысине и нередко приглашался на роли характерных злодеев. За одну из таких ролей в фильме «Любитель птиц из Алькатраса» в 1962 году он был номинирован на «Оскар» в номинации «Лучшая мужская роль второго плана». В вестерне 1969 года «Золото Маккенны» Савалас сыграл роль сержанта Тиббса, а в фильме «На секретной службе Её Величества» (шестой серии бондианы) исполнил роль злодея Эрнста Ставро Блофельда.
Однако наибольшую мировую известность ему принесла главная роль в телесериале «Коджак» (англ. Kojak), где он исполнил роль лейтенанта Тео Коджака — харизматичного нью-йоркского детектива, неравнодушного к леденцам. За эту роль он был удостоен премии «Эмми» и дважды — «Золотого глобуса».
Был лучшим другом Джона Энистона. Крестил дочь Джона Дженнифер. Савалас был также заядлым игроком в покер и в 1992 году достиг 21 места в Мировой серии покера. Умер он в 1994 году от рака мочевого пузыря и простаты.

## Избранная фильмография
| Год       |    | Русское название                              | Оригинальное название           | Роль                  |
| --------- | -- | --------------------------------------------- | ------------------------------- | --------------------- |
| 1962      | ф  | Мыс страха                                    | Cape Fear                       | Чарльз Сиверс         |
| 1962      | ф  | Любитель птиц из Алькатраса                   | Birdman of Alcatraz             | Фето Гомес            |
| 1963      | с  | Сумеречная зона                               | The Twilight Zone               | Эрик Стритор          |
| 1964      | с  | Альфред Хичкок представляет                   | The Alfred Hitchcock Hour       | Гарри из Филадельфии  |
| 1964—1966 | с  | Беглец                                        | The Fugitive                    | разные персонажи      |
| 1965      | ф  | Величайшая из когда-либо рассказанных историй | The Greatest Story Ever Told    | Понтий Пилат          |
| 1965      | ф  | Чингисхан                                     | Genghis Khan                    | Шан                   |
| 1965      | с  | Бонанза                                       | Bonanza                         | Чарльз Огастас Хакетт |
| 1965      | ф  | Битва в Арденнах                              | Battle of the Bulge             | сержант Гуффи         |
| 1967      | с  | ФБР                                           | The F.B.I.                      | Эд Клементи           |
| 1967      | ф  | Грязная дюжина                                | The Dirty Dozen                 | Арчер Мэгготт         |
| 1968      | ф  | Доброго вечера, миссис Кэмпбелл               | Buona Sera, Mrs. Campbell       | Уолтер Бреддок        |
| 1969      | ф  | Золото Маккенны                               | Mackenna’s Gold                 | сержант Тиббс         |
| 1969      | ф  | На секретной службе Её Величества             | On Her Majesty’s Secret Service | Блофелд               |
| 1970      | ф  | Герои Келли                                   | Kelly’s Heroes                  | сержант «Большой Джо» |
| 1970      | ф  | Захватчики земли                              | Land Raiders                    | Винсент Карденас      |
| 1971      | ф  | Хорошенькие девушки, станьте в ряд            | Pretty Maids All in a Row       | Сэм Серчер            |
| 1972      | ф  | Поезд страха                                  | Horror Express                  | капитан Казан         |
| 1973—1978 | с  | Коджак                                        | Kojak                           | лейтенант Тео Коджак  |
| 1978      | ф  | Козерог-1                                     | Capricorn One                   | Олбейн                |
| 1979      | ф  | Бегство к Афине                               | Escape to Athena                | Зено                  |
| 1979      | ф  | Пленники «Посейдона»                          | Beyond the Poseidon Adventure   | капитан Стефан Свево  |
| 1979      | ф  | Маппеты                                       | The Muppet Movie                | Эль Слизо Таф         |
| 1981      | с  | Непридуманные истории                         | Tales of the Unexpected         | Джо Бриссон           |
| 1984      | ф  | Гонки «Пушечное ядро» 2                       | Cannonball Run II               | Хайми Каплан          |
| 1985      | с  | Лодка любви                                   | The Love Boat                   | доктор Фабиан Кейн    |
| 1985      | тф | Досье «Беларусь»                              | Kojak: The Belarus File         | лейтенант Тео Коджак  |
| 1985      | тф | Алиса в Стране чудес                          | Alice in Wonderland             | Чеширский Кот         |
| 1987      | тф | Цена справедливости                           | The Price of Justice            | лейтенант Тео Коджак  |